# Pang (rzeka)
Pang (ang. River Pang) – rzeka w południowej Anglii, w hrabstwie Berkshire, dopływ Tamizy. Długość rzeki wynosi 23 km.
Rzeka rozpoczyna swój bieg w okolicach wsi Compton. Nie ma stałego źródła, jego położenie uzależnione jest od poziomu wód gruntowych. W górnym biegu płynie na południe, przepływając przez wieś Hampstead Norreys. Dalej skręca na wschód i przepływa przez wsie Bucklebury, Stanford Dingley i Bradfield. Ostatecznie zwraca się na północ, przepływa przez Tidmarsh i w Pangbourne uchodzi do Tamizy.